# Ègara
|  | Aquest article tracta sobre l'antic municipi romà. Vegeu-ne altres significats a «Barri d'Ègara». |

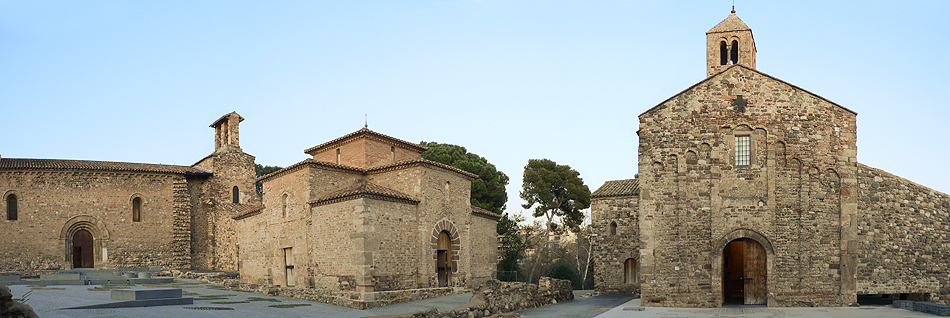
Conjunt episcopal d'Ègara: Sant Pere, Sant Miquel i Santa Maria

Ègara (del llatí Egăra) era un municipi (Municipium Flavium Egara) de la Hispània Tarraconense que correspon a l'actual ciutat de Terrassa.

## Època ibèrica
S'ha dit que el Municipi Flavi d'Ègara és la continuació d'un assentament ibèric anterior, del qual s'han trobat algunes peces de ceràmica amb inscripcions ibèriques a la confluència dels torrents de Vallparadís i Monner, al subsol de les esglésies de Sant Pere. També hi ha hagut troballes aïllades de monedes ibèriques fora del barri de Sant Pere.
S'ha especulat que la població ibèrica es correspongui amb la població d'Egosa, esmentada per Claudi Ptolemeu en la seva Geografia com a nucli dels castel·lans. Altres autors, però, pensen que el nom es pot tractar d'un error en la transmissió del text de Ptolemeu al llarg de l'edat mitjana i que, més aviat, el nom d'Ègara ja fos vigent en època ibèrica.

## Època romana
Arran de la romanització de la Península desenvolupada entre els segles II i I aC es crea una xarxa de vies de comunicació que relliguen les diverses ciutats de nova creació i les explotacions rurals anomenades vil·les (villae), precursores dels posteriors masos. Pel que fa als assentaments de tipus rural, es té constància material o documental de la creació de diverses vil·les romanes pels volts de Terrassa, concretament a Ca n'Amat, l'Aiguacuit, Ca n'Anglada, Can Fatjó, Can Poal, les Martines, Sant Pere, Can Jofresa i Can Bosch de Basea. Els dos darrers jaciments arqueològics han estat objecte de diverses campanyes d'excavació.
El cas d'Ègara es presenta com a veritablement singular. Clarament documentat el seu estatus jurídic com a municipi entre els anys 69 i 79 en època de l'emperador Vespasià, no se n'ha localitzat fins ara en tota la contrada cap ni una resta arqueològica que permeti identificar una estructura urbana. En canvi, entorn del 450 pren una singularitat especial amb la implantació de la seu episcopal.
Pel que fa al poblat ibèric, s'ha dit que fou abandonat i que els seus habitants es van traslladar a l'altra banda del torrent de Vallparadís, concretament a la part mitjana de l'actual carrer de Sant Antoni, on hi ha hagut al llarg del segle xx troballes d'objectes i ceràmica. Tanmateix, en l'actualitat, i a la llum de les diverses excavacions realitzades a les esglésies de Sant Pere, s'ha descartat aquesta possibilitat gairebé de forma absoluta. Així doncs, sembla que l'Ègara romana, entesa com a municipi, fou fundada a l'època de l'emperador Vespasià (69-79 dC) a l'esperó de les esglésies de Sant Pere. També cal destacar un topònim d'època altmedieval, Parietes Antiquas, situat aproximadament a l'actual Pla del Bonaire o fins i tot al Pla del Garrot, a la carretera de Matadepera, que potser es podria relacionar igualment amb l'antiga Ègara.
Les institucions centrals del municipi romà es trobaven on actualment hi ha el conjunt monumental de les esglésies de Sant Pere, declarat bé cultural d'interès nacional, Sant Miquel i Santa Maria, element provat gràcies a l'existència de dos pedestals epigràfics reaprofitats per a la reconstrucció de l'església de Santa Maria. En aquest recinte s'han trobat també diversos enterraments que fan pensar en l'existència d'una necròpoli, i les restes d'una vil·la romana. Més restes de tombes s'han trobat també al carrer de la Font Vella, en ple centre de la Terrassa actual, on devia haver-hi una altra necròpoli.

## Època visigoda
Ègara devia ser un municipi romà important, que va arribar a la màxima esplendor amb la creació de la seu episcopal, per a la qual es va construir el conjunt visigòtic de les esglésies de Sant Pere. Al segle viii, en paral·lel a la invasió sarraïna, el bisbat es perllongà almenys fins al 778, per acabar desapareixent amb la invasió carolíngia del 801 al territori de Barcelona i la restauració de la seu barcelonina el 810.

## Usos del topònim romà
- De l'antic topònim llatí Egara (mot que sembla que es pronunciava esdrúixol però que sovint s'ha escrit sense accentuar; la grafia amb accent és relativament recent) deriva el gentilici egarenc / egarenca, usat conjuntament amb el patrimonial, i més habitual, terrassenc / terrassenca.
- Ègara és també el nom d'un dels actuals barris de Terrassa, al sector est de la ciutat, tocant a la riera de les Arenes, que tot i que està situat ben lluny de l'antic emplaçament d'Ègara, rep aquesta denominació per tal de recordar els orígens romans de la ciutat. El barri va sorgir al voltant d'un grup de cases amb pati construïdes per l'Obra Sindical del Hogar l'any 1952.
- Dins el nomenclàtor oficial de la ciutat també porten el topònim romà: 
  - la rambla d'Ègara (popularment coneguda com la Rambla), l'artèria principal de la ciutat, que segueix el curs de l'antic llit de la riera del Palau. Separa els barris del Centre i de Ca n'Aurell, i durant el franquisme fou anomenada oficialment Avenida del Caudillo.
  - el carrer d'Ègara, al barri de Sant Pere.
  - el passeig del Comte d'Ègara (popularment el Passeig), al Centre, als extrems del qual es troben el carrer de la Font Vella i la plaça del Doctor Robert.
- El títol de comte d'Ègara fou concedit pel rei Alfons XIII el 1926 a Alfons Sala i Argemí, industrial i polític monàrquic i president de la Mancomunitat de Catalunya durant la Dictadura de Primo de Rivera.
- Un dels clubs d'hoquei històrics de la ciutat és el Club Egara (sense accent).
- L'empresa municipal de transports de Terrassa es diu Transports Municipals d'Ègara, S.A. (TMESA).
- La coral Nova Ègara, fundada l'any 1997 a la ciutat.
- També ha adoptat aquest topònim el Complex Central Egara, el quarter general dels Mossos d'Esquadra, que s'aixeca vora la carretera N-150 dins el terme municipal de Sabadell.